# サズ

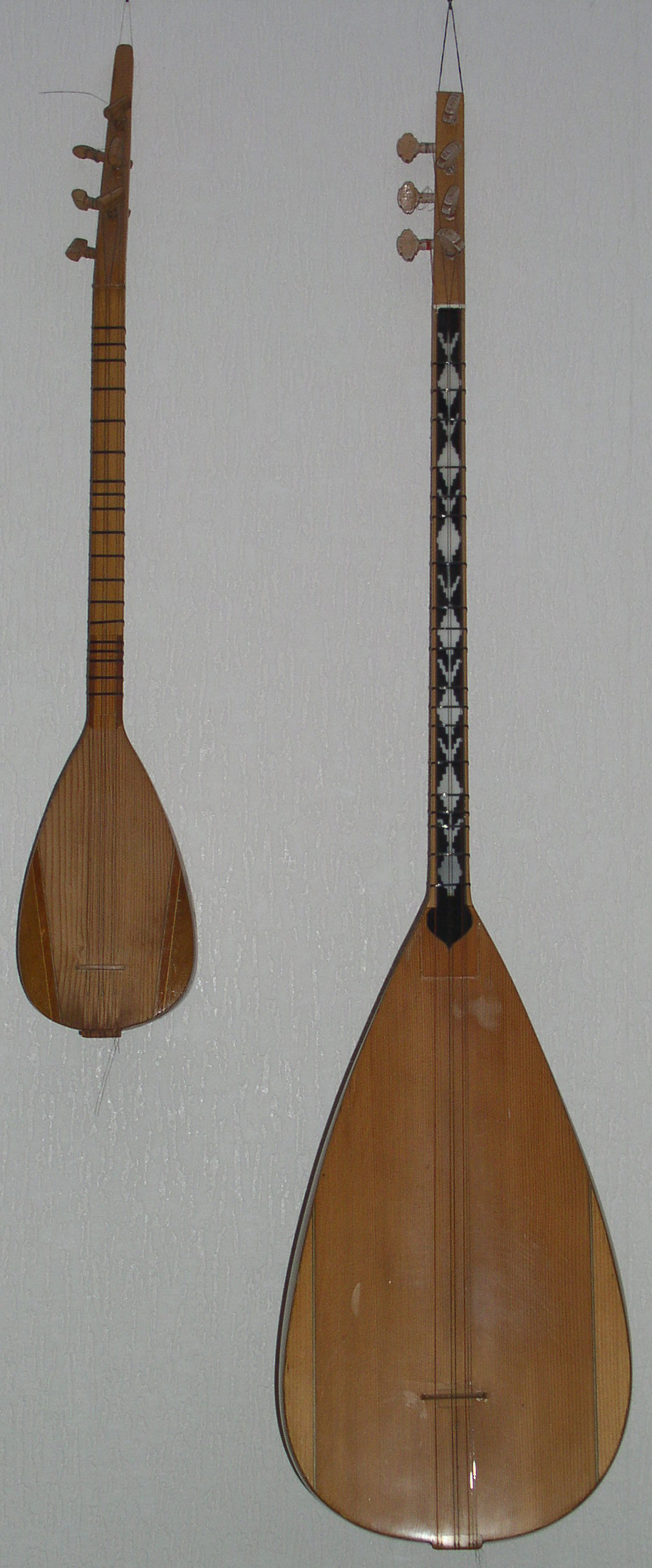
サズ

サズ（Saz）またはバーラマ（Bağlama）は、ペルシア・アゼルバイジャン・トルコ・バルカン半島諸国で一般的な、長いネックを持つリュート属の撥弦楽器である。ブズーキと同様に古代ギリシアのパンドゥーラの子孫の1つで、主にアゼルバイジャンとトルコ国民音楽で用いられる。14～15世紀にアゼルバイジャンで生まれたアーシグというジャンルの音楽で用いられる（アーシグ「Aşıq」という吟遊詩人は、サズを携えて、色々な所を旅し、即興で主に故郷への愛をテーマにした歌を歌う）。同族の楽器にブルガリアのタンブーラ、クロアチアのタンブリッツァがある。

## 形状
伝説では馬の頭蓋骨にタテガミが絡みついて風に鳴っていたことから考案された楽器とされ、その胴は馬の頭蓋骨に似ている。ただ、弦は馬の毛ではなくスチール製のものが使用される。サウンドホールは、ギターのように胴体表面ではなく、下面（サズを立てたときに床に接する部分）にある。胴は、一本の木をくりぬいて作られるものと、板を張り合わせて作られるものがある。後者の方が一般的。

### フレット
サズのフレットは、ギターなどの金属フレットと異なり、ナイロンなどの糸をネックに巻きつけたフレットなので、フレットをずらして音程を調整することができる。

### 弦
弦の数は6本ないし7本で、2本ずつ（一部3本）の複弦構成。ギター同様、構えたときに下にくる側に高音弦、顔に近い方に低音弦を張る。複弦を構成する2本（一部3本）を総称してコースと呼ぶ。つまり、サズは3コース6弦、あるいは 3コース7弦の弦楽器ということになる。3コース7弦のサズの場合、1コースのみ3弦で、2コース、3コースは2弦からなる。同一コースの弦は同じ音に調弦する。ただし、1コースと3コースの弦のうち、構えたときに上にくる側の1本は同一コースの他の弦よりオクターブ低くチューニングされ、巻弦が使われることが多い。

### ピック
演奏にはプラスチック製のピックが使われる。ピックは長さ3cm程度の細長い形をしており、一般にギターで使われるものより柔らかい。

## 種類と名称
サズはサイズにより異なる名前で呼ばれる。小さいものから順に、ジュラ、バーラマ・ジュラ、タンブラ、バーラマ、ディワン。一番ポピュラーなのは、バーラマで、サズの別名としても使われる。バーラマには、23フレットの長いネックのものと19フレットの短いネックのものがある。ただし、サズのサイズや名称、フレット数は上記にあてはまらない場合も多い。

## チューニング
代表的なバーラマ・チューニング（低音側からラソレ）、ボズック・チューニング（低音側からソレラ）の他、ミスケット・チューニング、アブダル・チューニング、ミュステザット・チューニング、アジェム・チューニングなどがある。

## サズの音楽
通例トルコ国民音楽と呼びならわされるが、実質的にはトルコ民謡と考えてよい。ただ、その「民謡」はすでに成長を止めた音楽ではなく、高齢者だけの音楽でもなく、生活の中に身近に存在する音楽である。その意味で、沖縄民謡と三線に似ている。また、サズは古来アシュクと呼ばれる吟遊詩人によっても担われてきた。この点では琵琶と共通点がある。

### 微分音
トルコ音楽では、微分音と呼ばれる半音より狭い音程が使われる。サズにおける微分音のフレットは、A-A♭間、B-B♭間、D-D♭間、E-E♭間、G-G♭間の5ヶ所に入れられている。

### マカーム
トルコ音楽はマカームと呼ばれる概念に基づいて組み立てられる。

### タクシーム
マカームを駆使した即興演奏（タクシームと呼ばれる）がサズ演奏の醍醐味と言える。

### 変拍子
トルコ音楽では、変拍子の曲が珍しくない。5拍子、7拍子、9拍子など。